# 列昂尼德·尼古拉耶维奇·马尔特诺夫
列昂尼德·尼古拉耶维奇·马尔特诺夫（俄语：Леонид Николаевич Мартынов；拉丁字母转写：Leonid Nikolaevich Martynov，1905年－1980年）是一位前苏联诗人，出生于鄂木斯克。他在1939年至1945年间出版三部诗集，但直到斯大林逝世后其著作方为人所熟知。1955年后，其诗篇广泛见于杂志和书籍。其诗歌风格为20世纪20年代的老派。